# Айдан галерея
Айдан галерея — одна из самых известных московских галерей современного искусства, действовавшая в 1992—2012 гг. Ныне преобразована в Айдан студию, некоммерческое пространство — открытую для посещения коллективную мастерскую.

## История
«Айдан галерея» была основана художницей и галеристкой Айдан Салаховой после трёхлетнего опыта в «Первой галерее» — первой независимой галерее современного искусства, открывшейся в Москве в 1989 году. Галерея работала с художниками, совмещающими жесткий концептуализм с радикальным эстетизмом. Ряд проектов галереи оказал существенное влияние на развитие российского художественного процесса — в частности, выставка «Урановый проект» (1996, Стас Шурипа, Михаил Ухов, Пётр Филиппов) стимулировала переосмысляющую работу с наследием русского авангарда. «В Айдан галерее не скрывают того, что показывают прежде всего любимых художников. Что не мешает галерее сохранять репутацию передовой и независимой, а экспонируемым работам — ставить самые волнующие вопросы современности», — отмечал Георгий Литичевский. В то же время Андрей Ковалёв указывал, что работа галереи манифестирует «гламурные ценности».
Сначала «Айдан-галерея» располагалась на Страстном бульваре, затем в мастерской под крышей жилого дома в районе станции метро «Сокол», позже — на 1-й Тверской-Ямской. В 2007 году галерея, стремясь к расширению аудитории, переехала в арт-центр «Винзавод».
Закрытие галереи сразу после празднования её 20-летия Айдан Салахова объяснила исчерпанностью её миссии. Летом 2012 года галерея завершила работу сводной выставкой различных заметных художников, ранее выставлявшихся в ней по отдельности.

## Круг художников

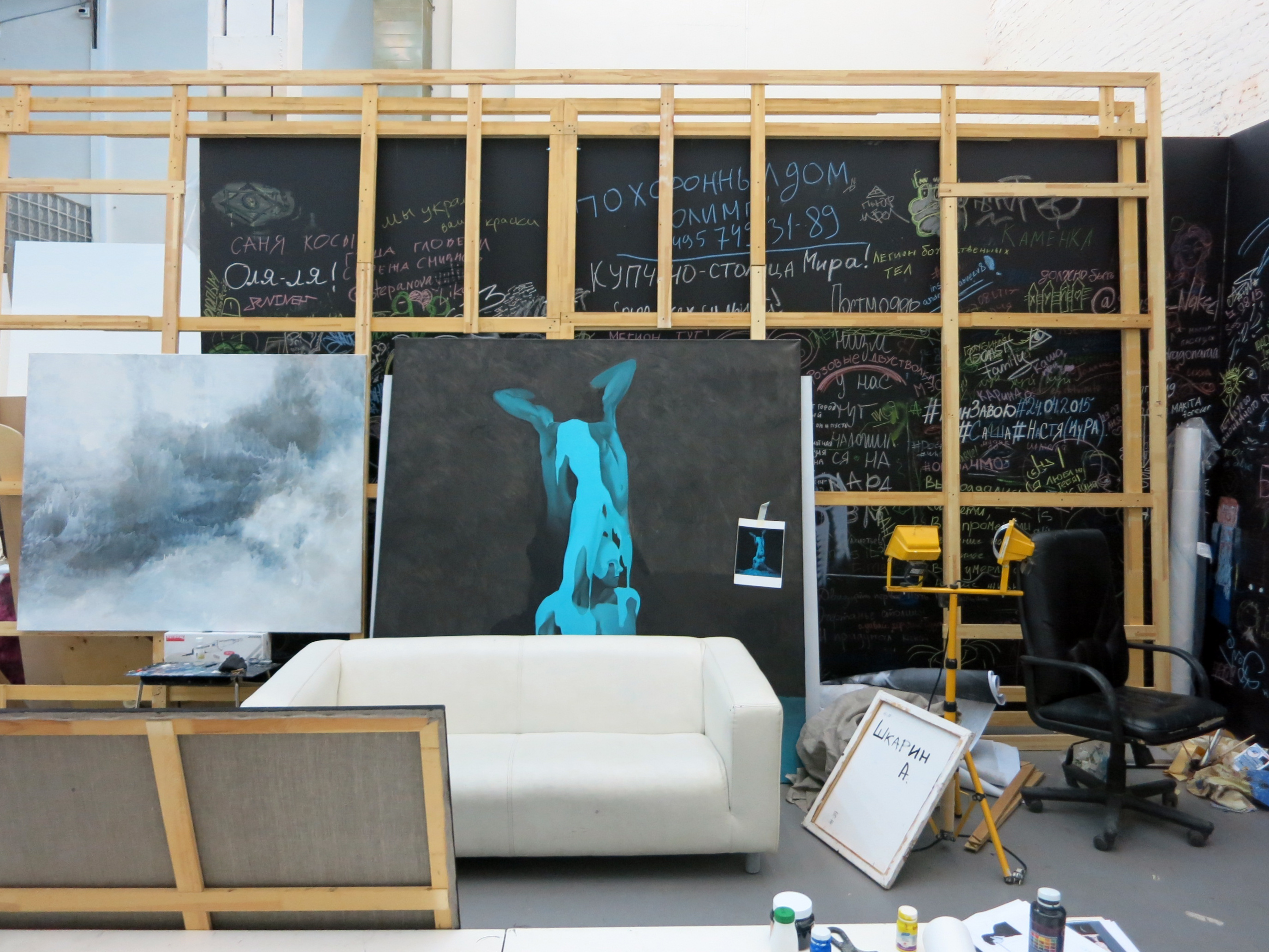
Айдан-студио 13 февраля 2016 г.

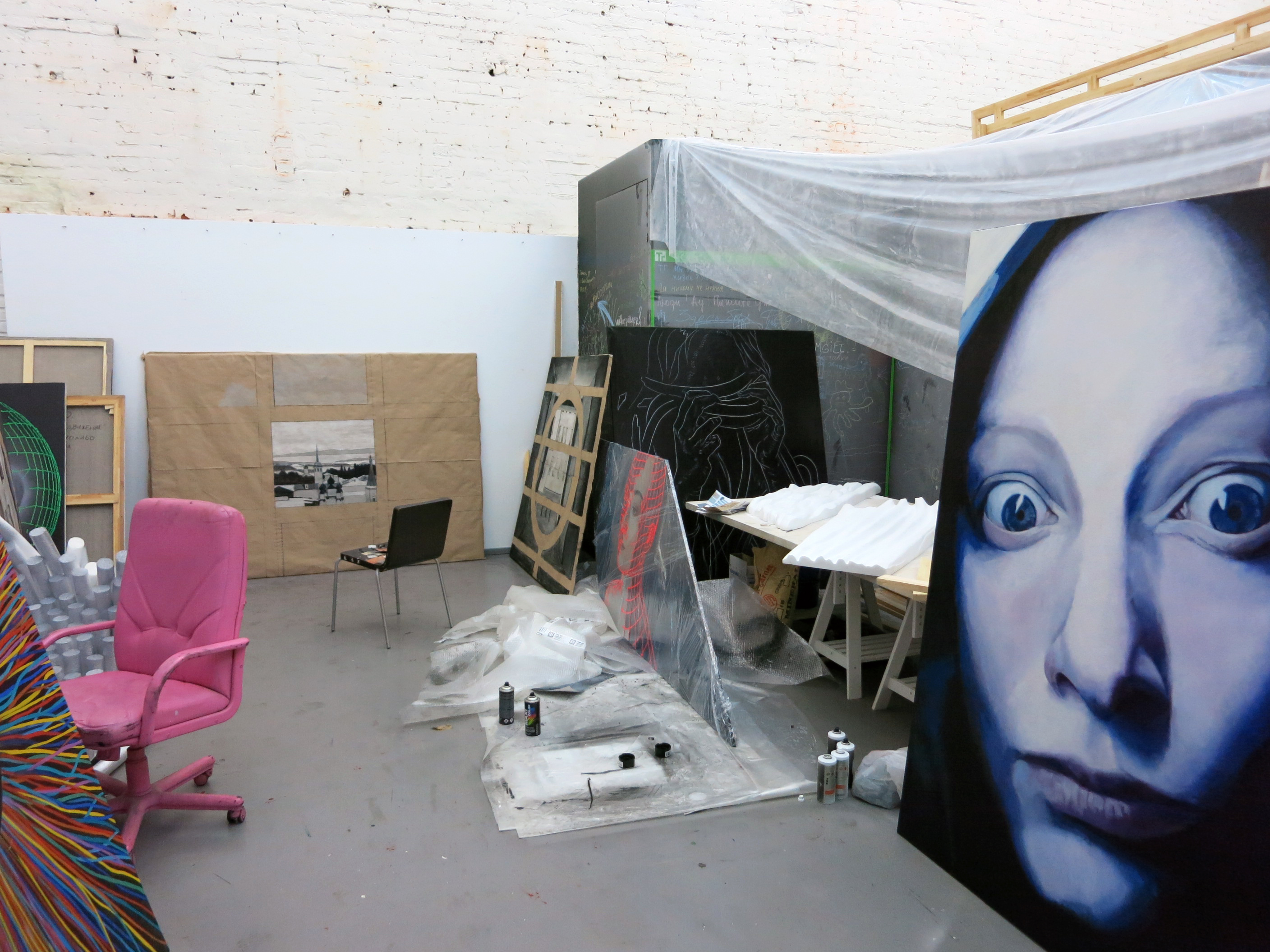
Айдан-студио 13 февраля 2016 г.

- Белова Марина, Алексей Политов
- Берг Елена
- Березовская Елизавета
- Донцов Филипп
- Доу Олег
- Дэвис Ирина
- Желудь Аня
- Кириллов Виктор
- Колесников Владимир
- Латышев Константин
- Магомедов Апанди
- Мамедов Рауф
- Мась Оксана
- Овчинников Никола
- Оссовский Сергей
- Панова Татьяна
- Погоржельская Мария
- Розанов Михаил
- Ротарь Леонид
- Савко Александр
- Тавасиев Ростан
- Талинг Макс
- Фролова Саша
- Чахал Гор
- Чуйкова Евгения
- Шаблавин Сергей
- Шурипа Стас

## Международная деятельность галереи
«Айдан галерея» принимала участие в следующих Международных Ярмарках Современного искусства: The Armory Show (США), FIAC (Франция), Арт Москва (Россия), Art Forum Berlin (Германия), ARCO (Испания), Gulf Art Fair (ОАЭ), Art Dubai (ОАЭ), Moscow World Fine Art Fair (Россия), LOOP (Испания), Art Athina (Греция), Vienna Fair (Австрия), Art Brussel (Бельгия).